# Вилхелм Раабе
Вилхелм Раабе (на немски: Wilhelm Raabe) е германски белетрист. Представител е на „поетическия реализъм“ в немската литература от края на XIX век. Ранните си творби публикува под псевдонима Якоб Корвинус (нем. Jakob Corvinus).

## Биография
Вилхелм Раабе е роден на 8 септември 1831 г. в градчето Ешерсхаузен, Долна Саксония в семейството на юрист. След смъртта на баща му майка му се преселва с трите си деца във Волфенбютел, където има заможни роднини. Там Вилхелм учи в гимназия, но прекъсва и през 1849 г. започва работа като чирак в една магдебургска книжарница. Използва предоставилата му се възможност да чете разнообразна литература и така се запознава с фолклора на своята и на други страни.
През 1855-1857 г. Раабе следва филология в Университета „Фридрих Вилхелм“ в Берлин. Още като студент публикува под псевдонима Якоб Корвинус първия си роман „Хроника на улица Врабчова“, който му носи голяма популярност и финансов успех.
След този сполучлив дебют Раабе изоставя следването си и се посвещава изцяло на литературна работа. Завръща се във Волфенбютел, а след това осем години живее в Щутгарт (1862-1870). После отново се завръща в родния си Брауншвайг и там твори до края на века, като публикува над 30 романа и редица разкази и новели.

## Творчество
Творчеството на Вилхелм Раабе може да се раздели на три периода. През първия той пише с леко перо, като обрисува живота в Германия според личните си преживявания и богатото си въображение. Тук спадат романите:
„Die Chronik der Sperlingsgasse“ (1856)
„Die Kinder von Finkenrode“ (1859)
„Unser Herrgotts Kanzlei“ (1862)
За втория период е характерно влиянието на Шопенхауер и неговата песимистична философия в „Светът като воля и представа“. Показателни произведения тук са:
„Der Hungerpastor“ (1864)
„Abu Telfan“ (1867)
„Der Schüdderump“ (1870)
Тези три романа може да бъдат схванати като трилогия, макар че по същество са напълно независими един от друг.
През третия период творбите на Раабе загубват този песимистичен облик. В тях се съдържа хумор, напомнящ за Дикенс, макар че те често се занимават с твърде сериозни теми. Тук спадат главно романите и разказите:
„Der Dräumling“ (1872)
„Deutscher Mondschein“ (1873)
„Horacker“ (1876)
„Das Odfeld“ (1888)
„Kloster Lugau“ (1894)
„Die Akten des Vogelsangs“ (1896)
„Hastenbeck“ (1899)
Ранните произведения на Раабе са повлияни до известна степен от Жан Паул. По-късно се очертава влиянието на Дикенс и Такъри.

## Романи, новели, разкази
- Die Chronik der Sperlingsgasse, 1856
- Ein Frühling, Der Weg zum Lachen, 1857
- Die alte Universität, Der Student von Wittenberg, Weihnachtsgeister, Lorenz Scheibenhart, Einer aus der Menge, 1858
- Die Kinder von Finkenrode, Der Junker von Denow, Wer kann es wenden?, 1859
- Aus dem Lebensbuch des Schulmeisterleins Michel Haas, Ein Geheimnis, 1860
- Auf dunkelm Grunde, Die schwarze Galeere, Der heilige Born, Nach dem großen Kriege, 1861
- Unseres Herrgotts Kanzlei, Das letzte Recht, 1862
- Eine Grabrede aus dem Jahre 1609, Die Leute aus dem Walde, Holunderblüte, Die Hämelschen Kinder 1863
- Der Hungerpastor, Keltische Knochen, 1864
- Else von der Tanne, Drei Federn, 1865
- Die Gänse von Bützow, Sankt Thomas, Gedelöcke, 1866
- Abu Telfan, 1867
- Theklas Erbschaft, 1868
- Im Siegeskranze, 1869
- Der Schüdderump, Der Marsch nach Hause, Des Reiches Krone, 1870
- Der Dräumling, 1872
- Deutscher Mondschein, Christoph Pechlin, 1873
- Meister Autor oder Die Geschichten vom versunkenen Garten, Höxter und Corvey, 1874
- Frau Salome, Vom alten Proteus, Eulenpfingsten, 1875
- Die Innerste, Der gute Tag, Horacker, 1876
- Auf dem Altenteil, 1878
- Alte Nester, Wunnigel, 1879
- Deutscher Adel, 1880
- Das Horn von Wanza, 1881
- Fabian und Sebastian, 1882
- Prinzessin Fisch, 1883
- Villa Schönow, Pfisters Mühle, Zum wilden Mann, Ein Besuch, 1884
- Unruhige Gäste, 1885
- Im alten Eisen, 1887
- Das Odfeld, 1888
- Der Lar, 1889
- Stopfkuchen, 1891
- Gutmanns Reisen, 1892
- Kloster Lugau, 1894
- Die Akten des Vogelsangs, 1896
- Hastenbeck, 1899
- Altershausen (Fragment), 1902

## Признание

### Отличия
- 1886 Ehrengabe und später lebenslanger Ehrensold der Schillerstiftung
- 1899 Verdienstorden des Fürstentums von Bayern
- 1901 Почетен доктор на университетите в Гьотинген и Тюбинген
- 1901 Почетен гражданин на градовете Брауншвайг и Ешерсхаузен
- 1901 Verdienstorden der Fürstenhäuser von Baden, Braunschweig, Preußen, Sachsen-Weimar, Württemberg
- 1910 Почетен доктор на Берлинския университет

### Почести
- 1910 Ehrengrab auf dem Braunschweiger Hauptfriedhof
- 1931 Raabe-Denkmal und Wilhelm-Raabe-Schule in Eschershausen
- 1931 Umbenennung der Spreestraße in Sperlingsgasse in Berlin-Mitte
- 1941 Учредена е литературната награда Вилхелм Раабе
- 1950 Wilhelm-Raabe-Warte bei Blankenburg
- 1981 Пощенска марка на Deutsche Bundespost
- 2000 Учредена е наново литературната награда Вилхелм Раабе на град Брауншвайг

## На български
- Вилхелм Раабе, Гладуващият пастор. Роман. Превод от немски Асен Георгиев. София: Георги Д. Юруков, 1920
- Вилхелм Раабе, Хроника на улица Врабчова. Роман. Превод от немски Петя Калевска. София: Народна култура, 1984